# Словник фразеологічних антонімів української мови
Словник фразеологічних антонімів української мови — перше ґрунтовне видання, що відображає малодосліджену сторінку сучасної української мови — фразеологічну антонімію. У словникових статтях представлені не лише фразеологізми-антоніми, але й тлумачиться їх значення, наводяться синоніми кожного фразеологічного антоніма. Значення ідіом ілюструють влучні цитати з творів українських письменників. 
Рецензенти: 
- доктор філологічних наук Л. А. Лисиченко,
- доктор філологічних наук В. Д. Ужченко.

## Будова словника
Структура словникової статті включає: 
1. порядковий номер кожної словникової статті;
2. назва словникової статті (фразеологічні антоніми);
3. тлумачення кожного фразеологічного антоніма;
4. синонім чи синоніми (за наявності) кожного із фразеологічних антонімів;
5. ілюстрації, які засвідчують опозицію фразеологізмів і те, що вони є знаками однієї логічної сутності.

## Використана література
У процесі роботи автори послуговувалися даними:
- «Фразеологічного словника української мови» (К., 1993),
- «Словника фразеологічних синонімів» М. П. Коломійця та Є. С. Регушевського (К., 1988),
- «Словника антонімів української мови» Л. М. Полюги (К., 1987, 1999).